# ستيف كولير
ستيف كولير (بالإنجليزية: Steve Collier)‏ هو لاعب كرة قدم أمريكية أمريكي، ولد في 19 أبريل 1963 في شيكاغو في الولايات المتحدة.

## وصلات خارجية
- ستيف كولير على موقع مرجع كرة القدم المحترفة.كوم (الإنجليزية)